# Dignago
Dignago è una città e sottoprefettura della Costa d'Avorio appartenente al dipartimento di Gagnoa. Conta una popolazione di 32 387 abitanti (censimento 2014).